# Les Plus Beaux Villages de France
Les Plus Beaux Villages de France  (in italiano: I più bei paesi di Francia) è un'associazione, nata nel 1982, che ha come obiettivo la promozione delle attrattive turistiche dei piccoli comuni rurali che possiedono un ricco patrimonio storico, artistico o naturalistico. Per aumentare la credibilità e la legittimità del marchio che essa conferisce in base a un'inchiesta rigorosa, l'associazione si è imposta criteri di selezione molto rigidi.

## Descrizione

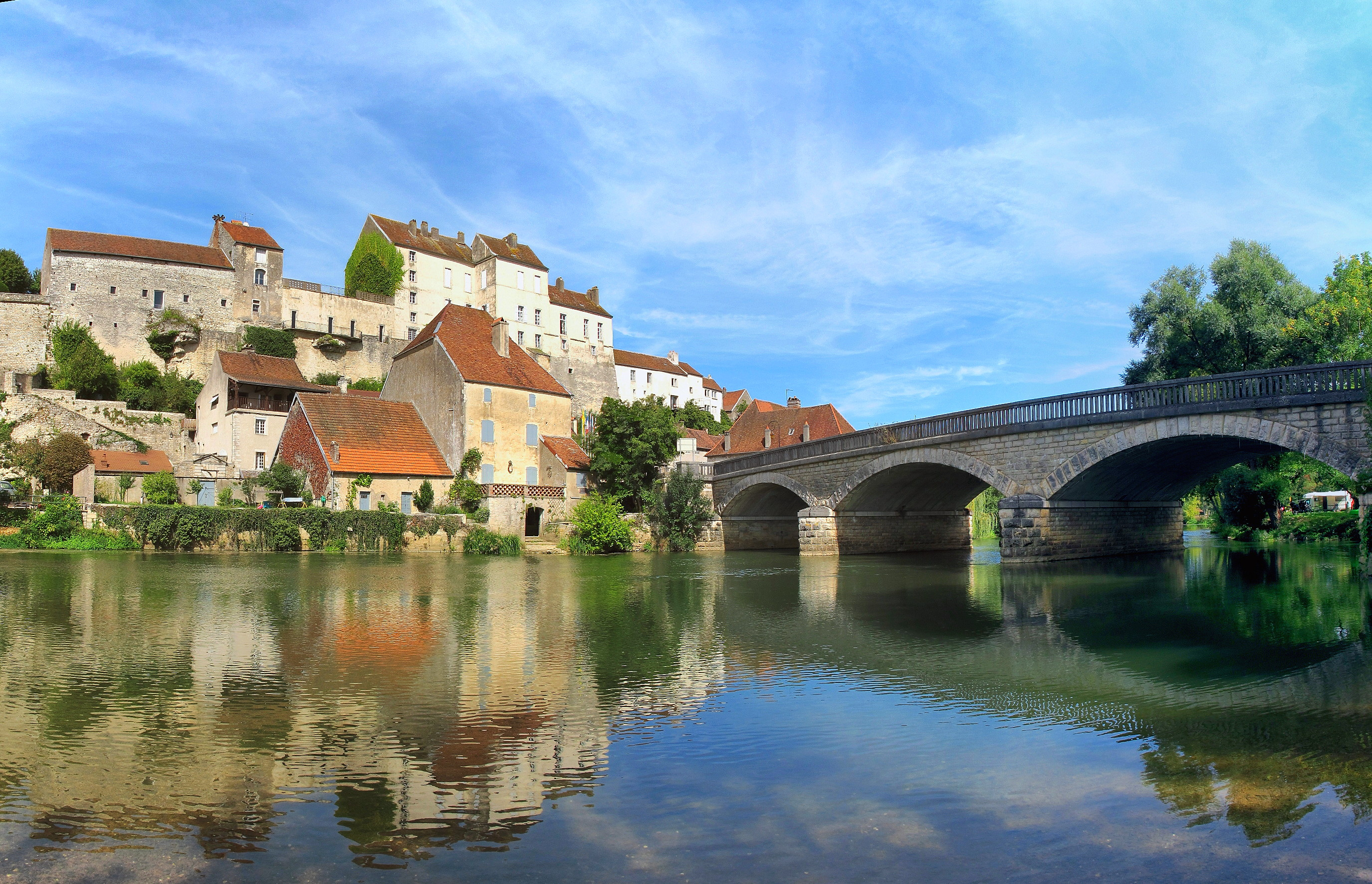
Pesmes

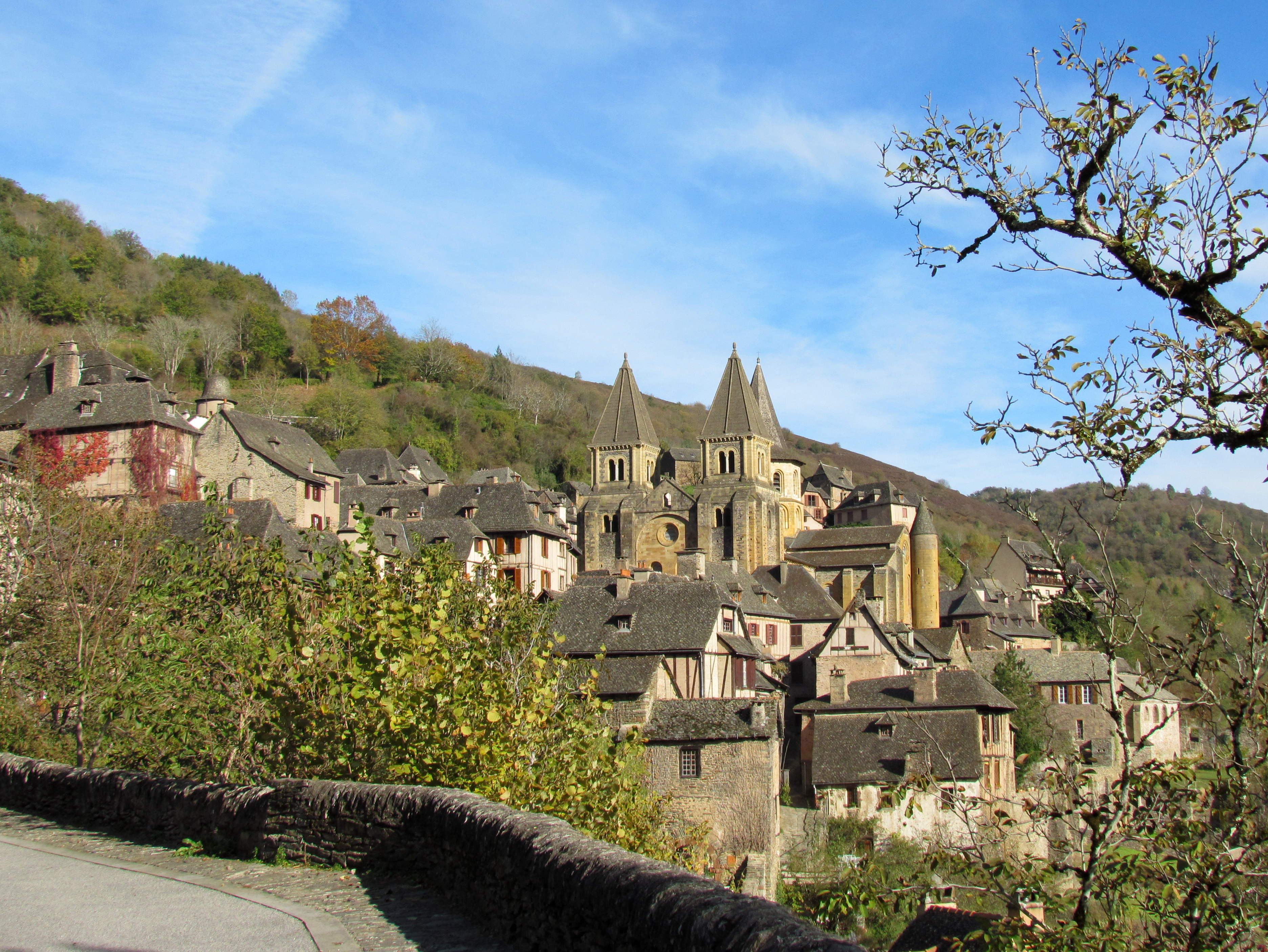
Conques

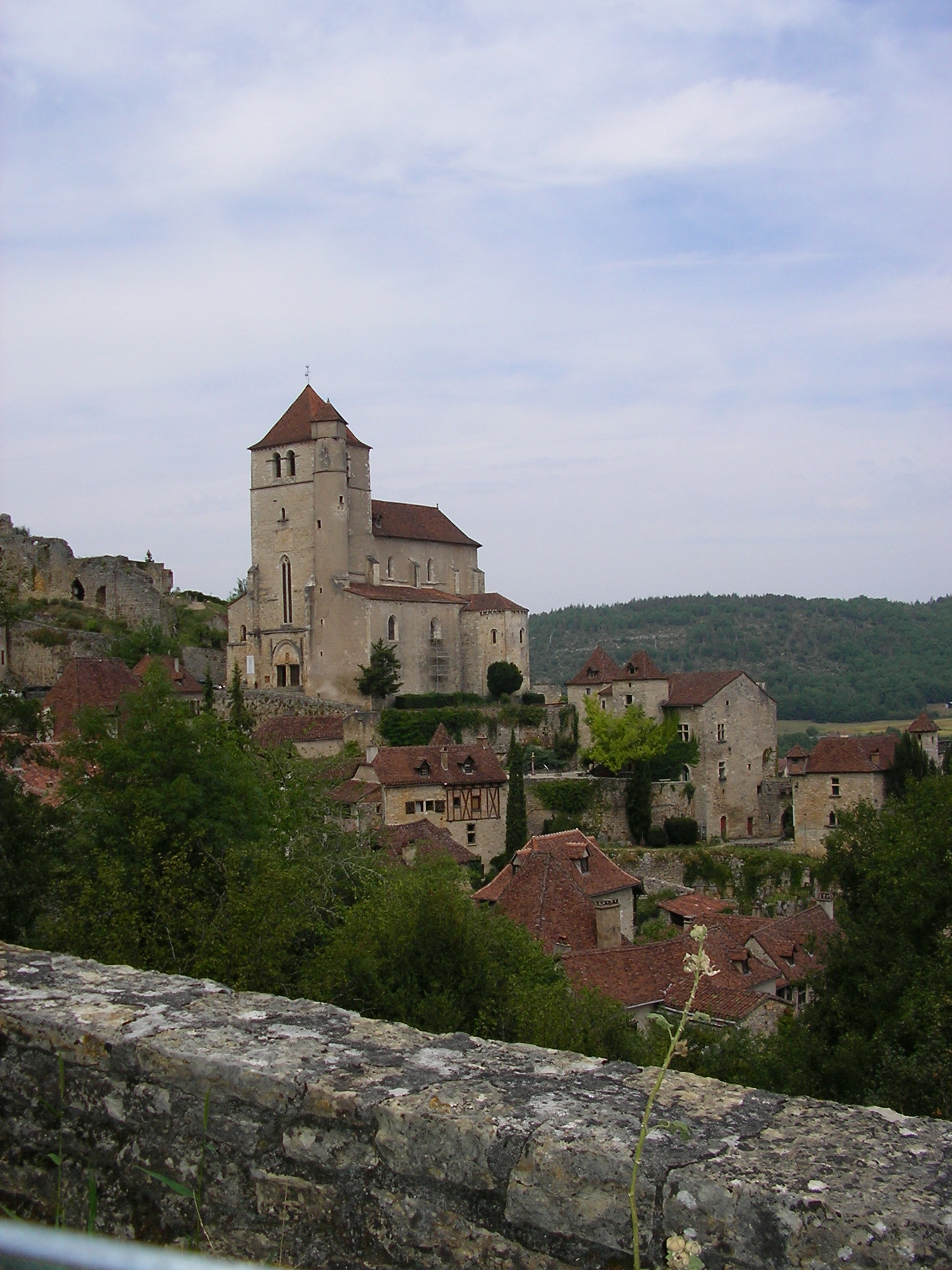
Saint-Cirq-Lapopie

Raggruppando i paesi la cui popolazione non superi i 2 000 abitanti e ponendo sotto tutela i siti di interesse naturalistico, artistico o storico, l'associazione ha potuto così realizzare una mappa dei più bei paesi che comprende attualmente 176 comuni e conta diverse migliaia di soci.
I criteri di adesione stabiliti dall'associazione sono tanti e rigidi: ai tre criteri di base (popolazione inferiore a 2 000 abitanti, adesione collettiva del comune e possesso di almeno due siti di interesse) si aggiunge essenzialmente la scelta di una politica di salvaguardia del paesaggio che deve concretizzarsi nel piano regolatore generale (in francese, plan d'occupation des sols), che deve di fatto limitare le costruzioni e impedire qualunque installazione che sia nociva per l'estetica d'insieme del paese. Questa politica può trovarsi in contrasto con alcune scelte di sviluppo economico, ma assicura ai paesi conformi ai criteri una maggiore presenza turistica e sempre più ricercata.
È Charles Ceyrac, ex sindaco di Collonges-la-Rouge, ad aver fondato nel 1982 l'associazione dei più bei paesi di Francia. Oggi il presidente è Maurice Chabert. Anche in altri paesi sono state fondate associazioni simili, in particolare in Belgio (Vallonia) e in Italia (I borghi più belli d'Italia).

## Lista

### Alvernia-Rodano-Alpi (25)

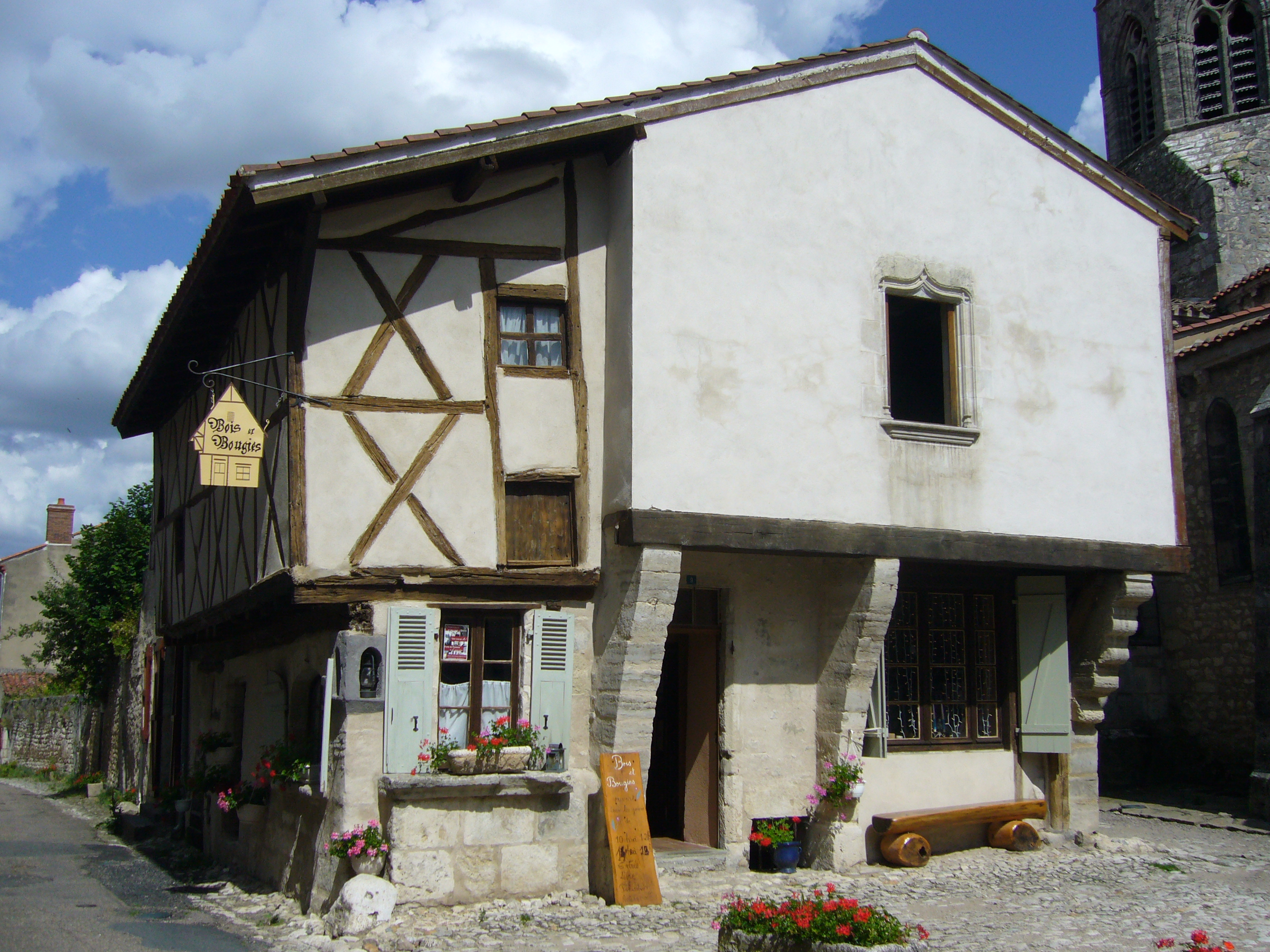
Charroux

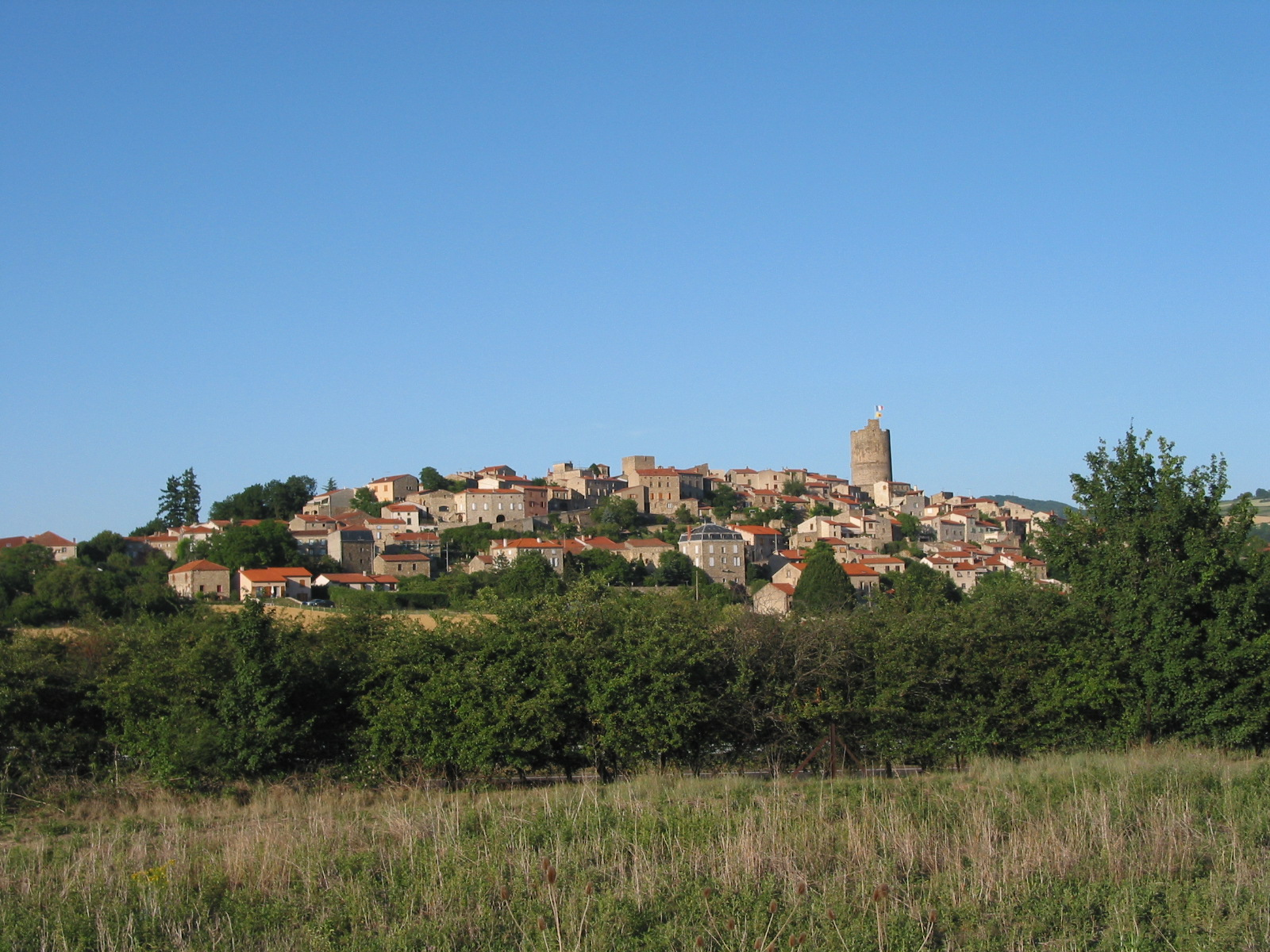
Montpeyroux

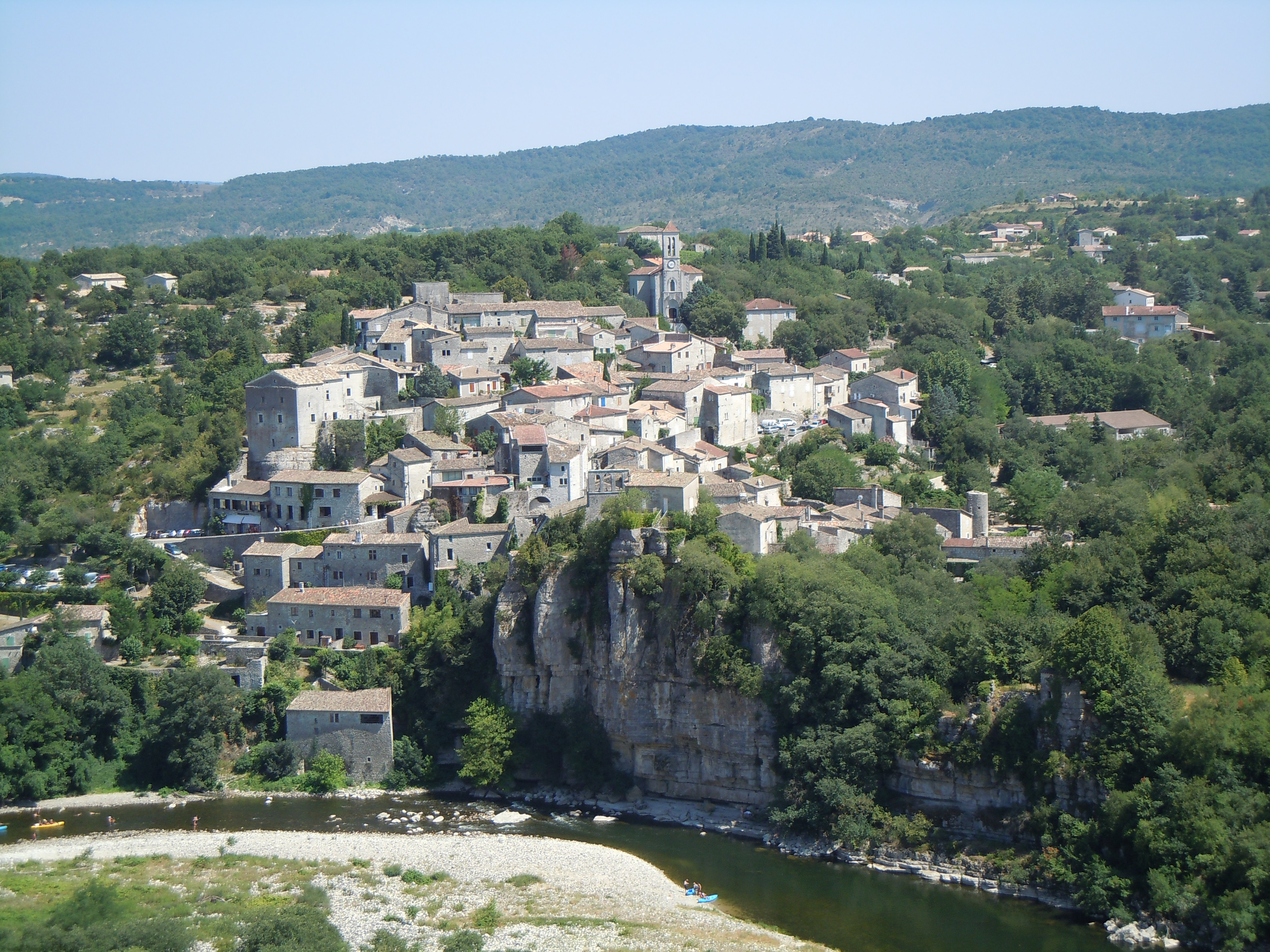
Balazuc

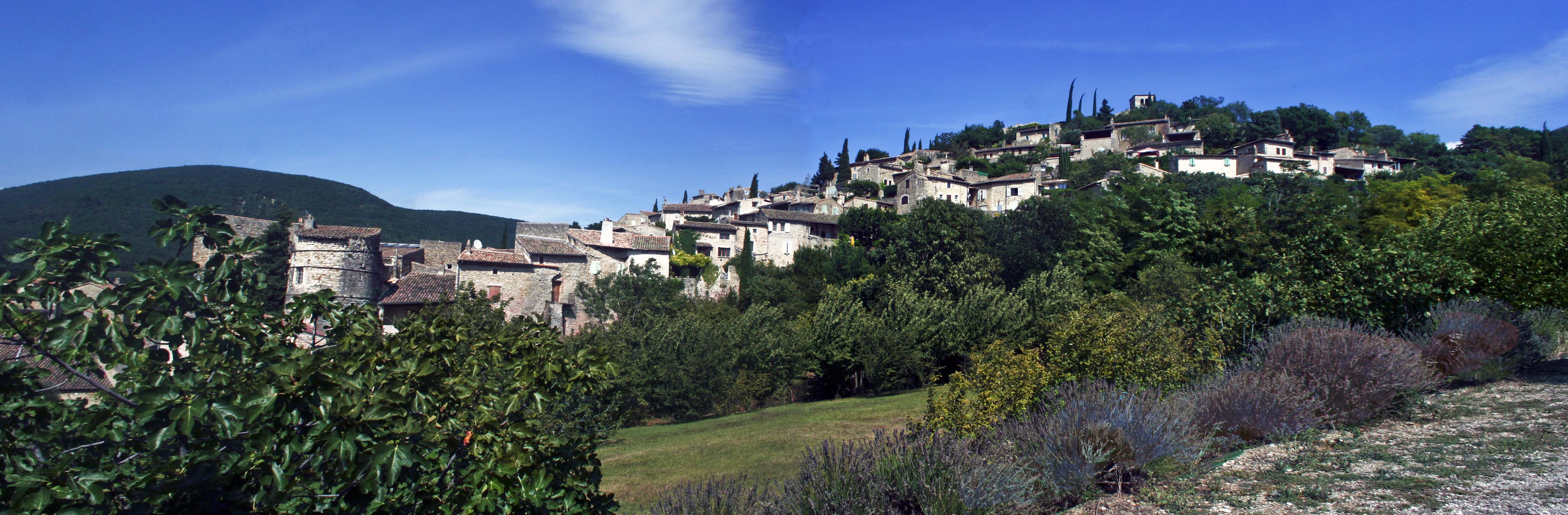
Mirmande

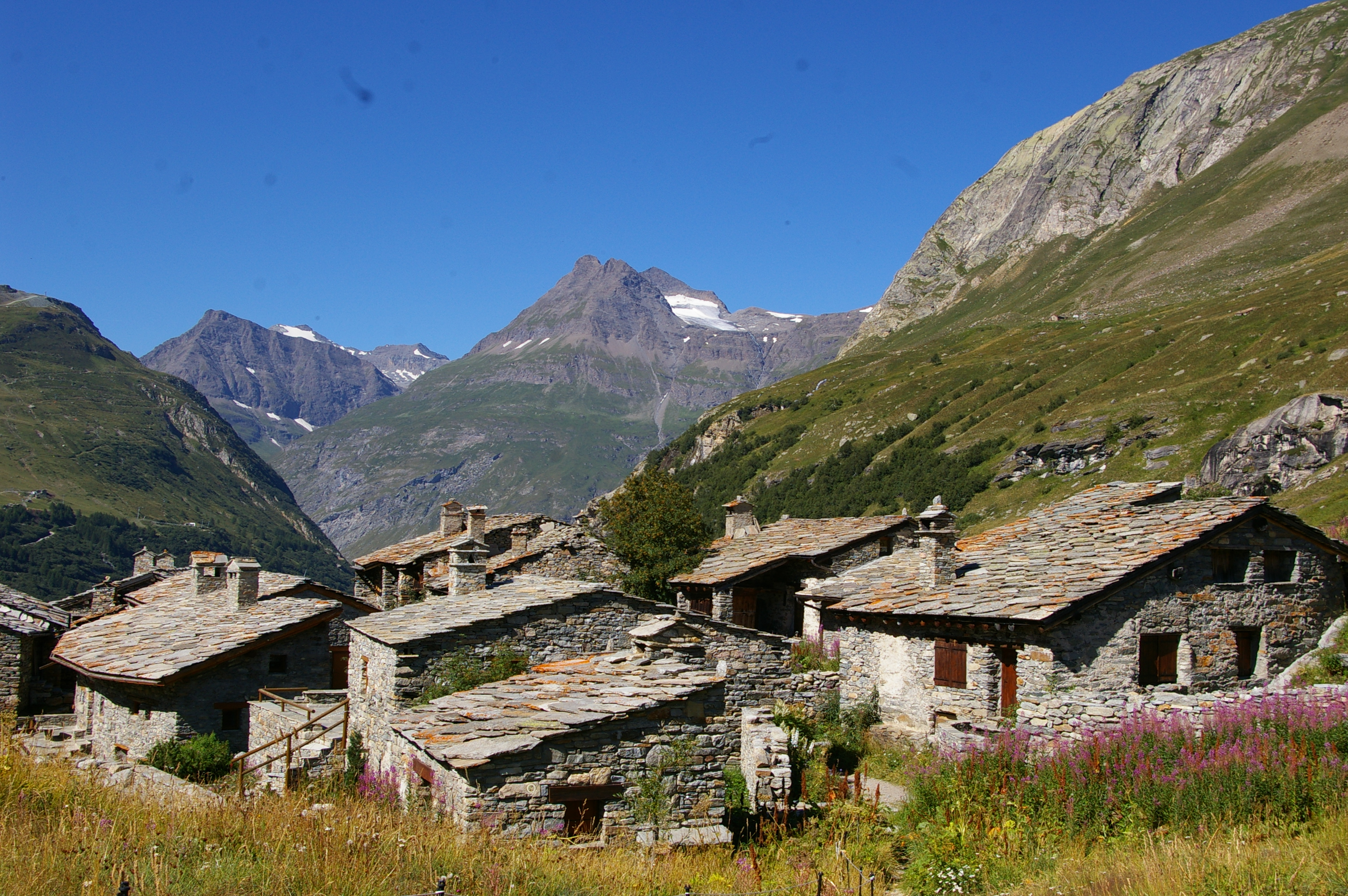
Bonneval-sur-Arc

- Ain
  - Pérouges
- Allier
  - Charroux
- Ardèche
  - Balazuc
  - Vogüé
- Cantal
  - Salers
  - Tournemire
- Drôme
  - Châtillon-en-Diois
  - Grignan
  - La Garde-Adhémar
  - Le Poët-Laval
  - Mirmande
  - Montbrun-les-Bains
- Haute-Loire
  - Arlempdes
  - Blesle
  - Lavaudieu
  - Lavoûte-Chilhac
  - Polignac
  - Pradelles
- Isère
  - Saint-Antoine-l'Abbaye
- Loire
  - Sainte-Croix-en-Jarez
- Puy-de-Dôme
  - Montpeyroux
  - Usson
- Rhône
  - Oingt
- Savoie
  - Bonneval-sur-Arc
- Haute-Savoie
  - Yvoire

### Borgogna-Franca Contea (9)

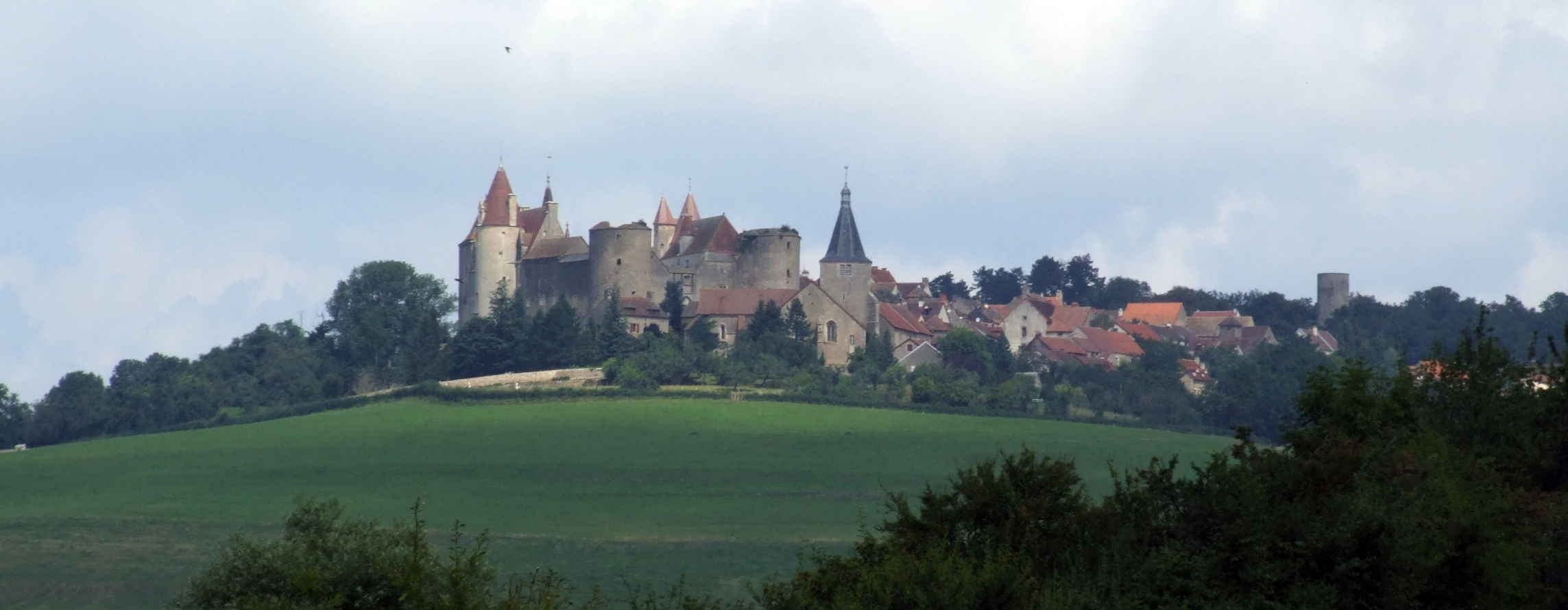
Châteauneuf-en-Auxois

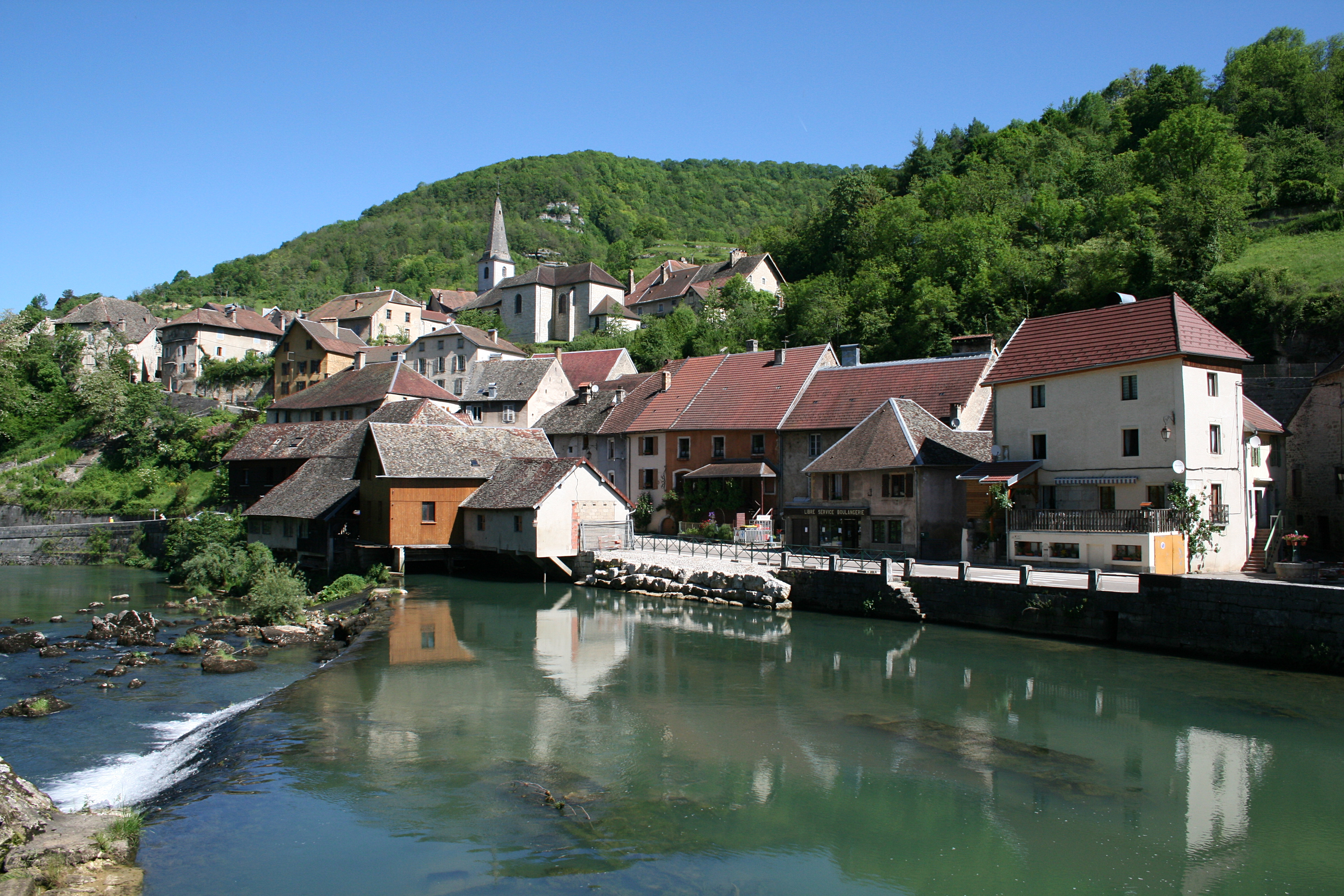
Lods

- Côte-d'Or
  - Châteauneuf-en-Auxois
  - Flavigny-sur-Ozerain
- Doubs
  - Lods
- Jura
  - Baume-les-Messieurs
  - Château-Chalon
- Haute-Saône
  - Pesmes
- Saône-et-Loire
  - Semur-en-Brionnais
- Yonne
  - Noyers-sur-Serein
  - Vézelay

### Bretagna (4)

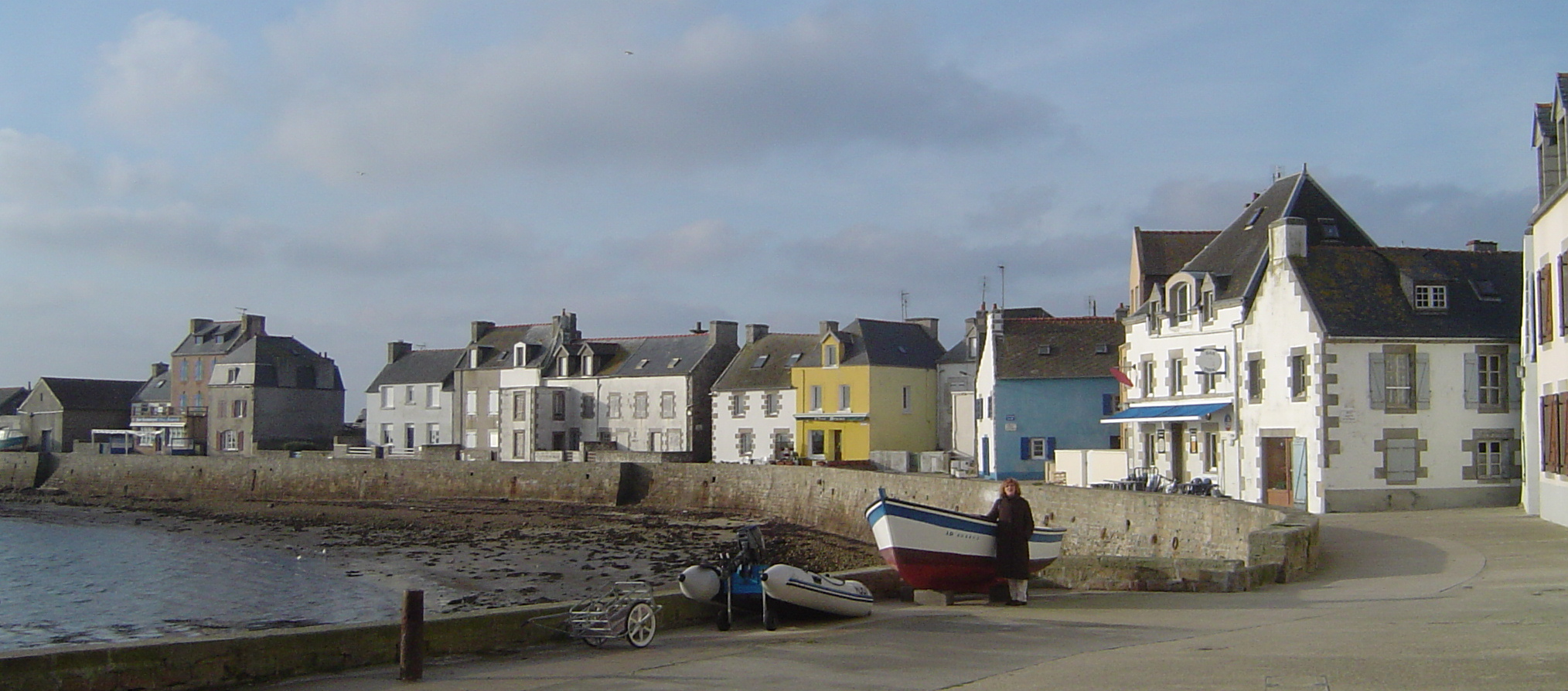
Finistère

- Côtes-d'Armor
  - Moncontour
- Finistère
  - Locronan
- Ille-et-Vilaine
  - Saint-Suliac
- Morbihan
  - Rochefort-en-Terre

### Centro-Valle della Loira (9)
- Cher
  - Apremont-sur-Allier
  - Sancerre
- Indre
  - Gargilesse-Dampierre
  - Saint-Benoît-du-Sault
- Indre-et-Loire
  - Candes-Saint-Martin
  - Crissay-sur-Manse
  - Montrésor
- Loir-et-Cher
  - Lavardin
- Loiret

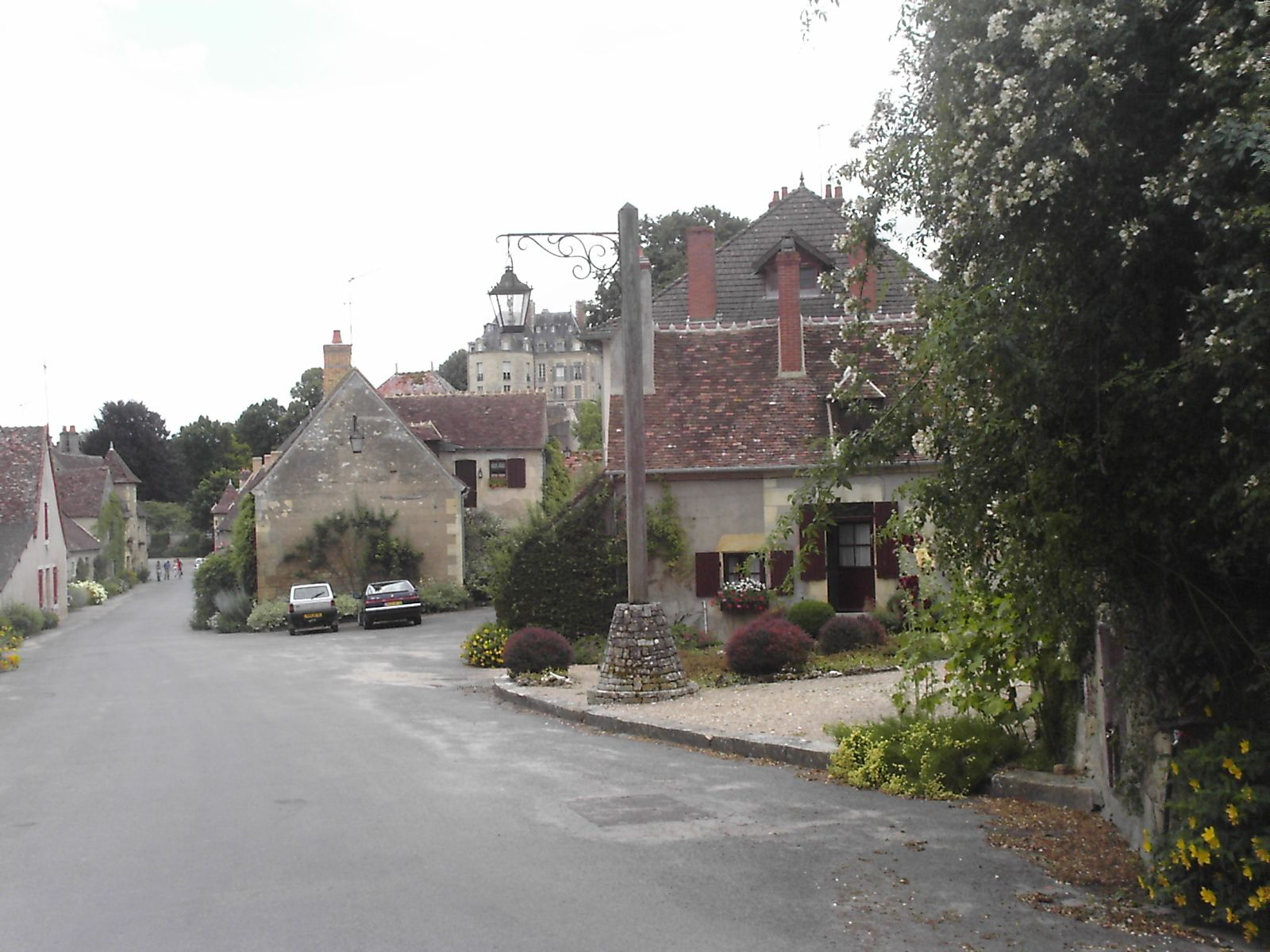
Apremont-sur-Allier

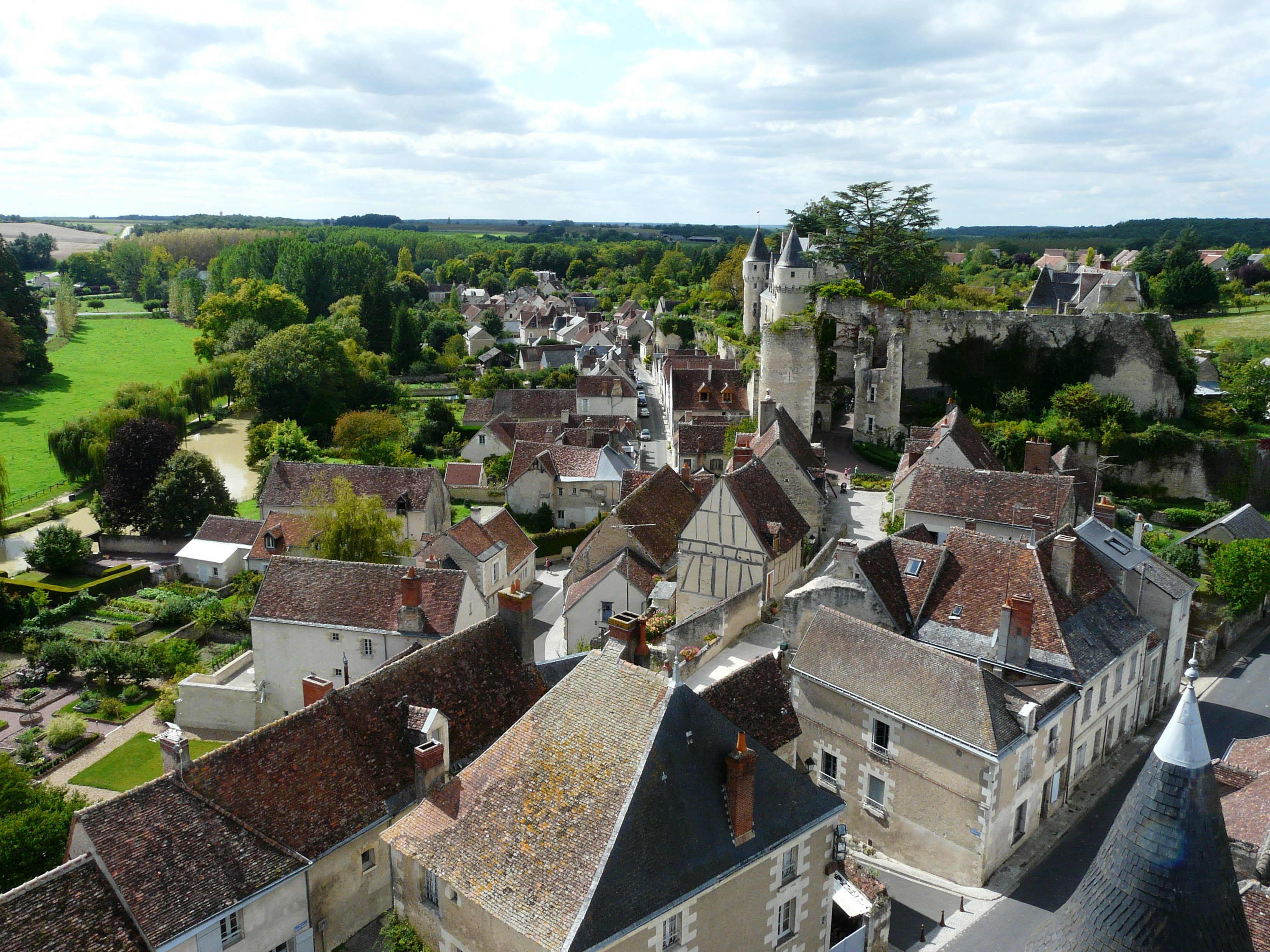
Montrésor

  - Yèvre-le-Châtel (comune di Yèvre-la-Ville)

### Corsica (2)

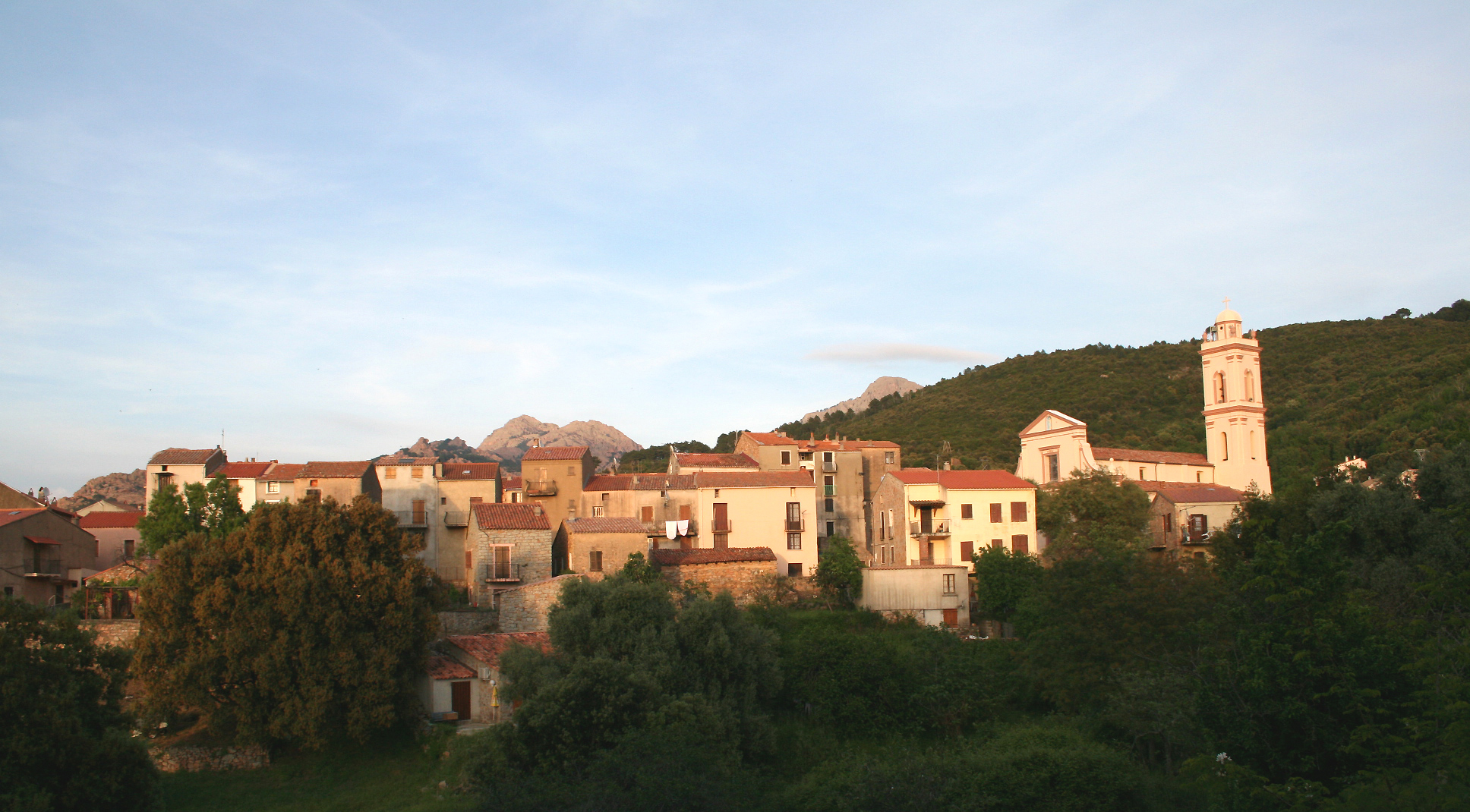
Piana

- Corsica del Sud
  - Piana
- Corsica settentrionale
  - Sant'Antonino

### Grand Est (8)

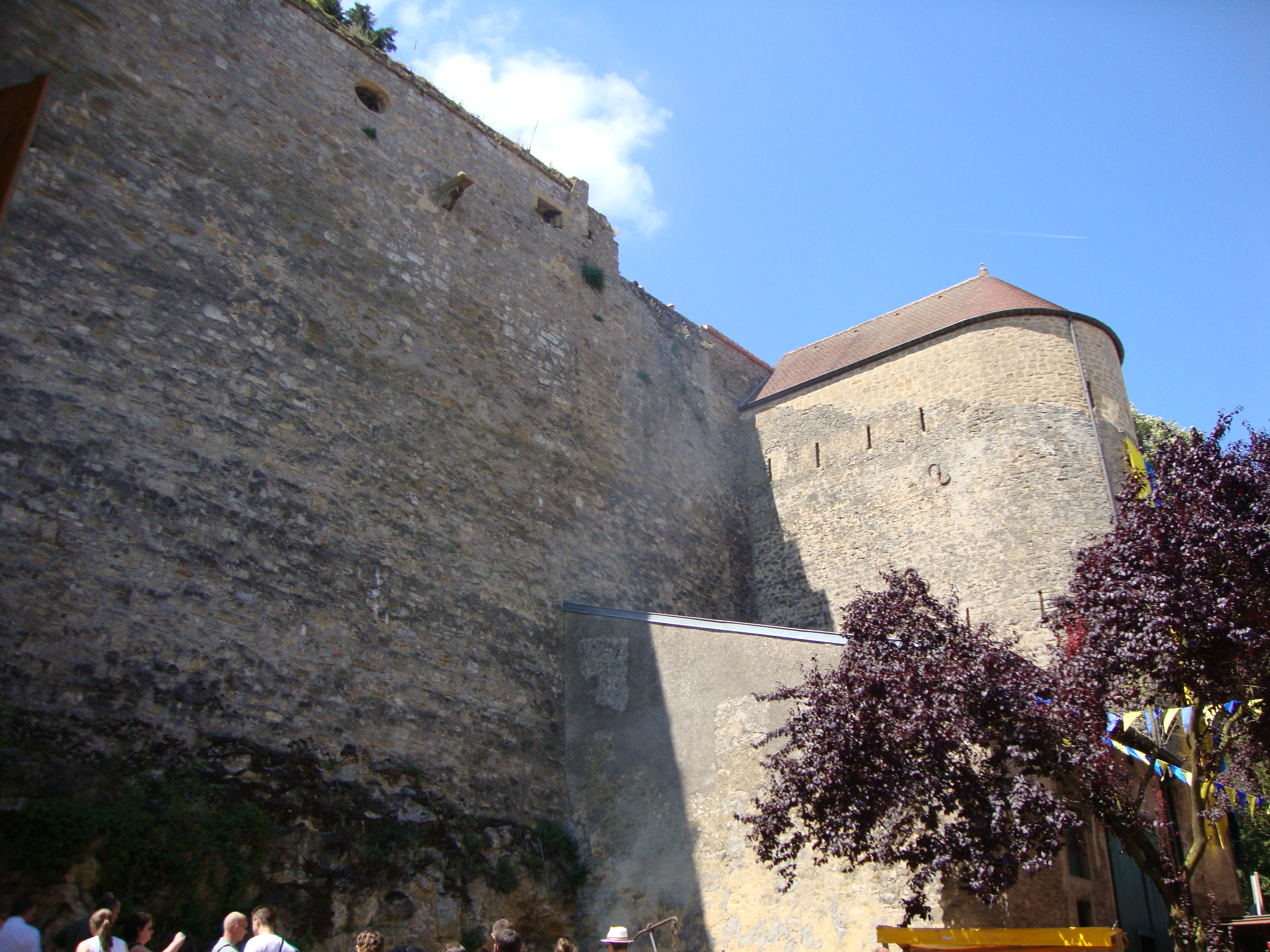
Rodemack

- Bas-Rhin
  - Hunspach
  - Mittelbergheim
- Haut-Rhin
  - Bergheim
  - Eguisheim
  - Hunawihr
  - Riquewihr
- Moselle
  - Rodemack
  - Saint-Quirin

### Hauts-de-France (2)
- Aisne
  - Parfondeval
- Oise
  - Gerberoy

### Île-de-France (1)
- Val-d'Oise
  - La Roche-Guyon

### Normandia (6)

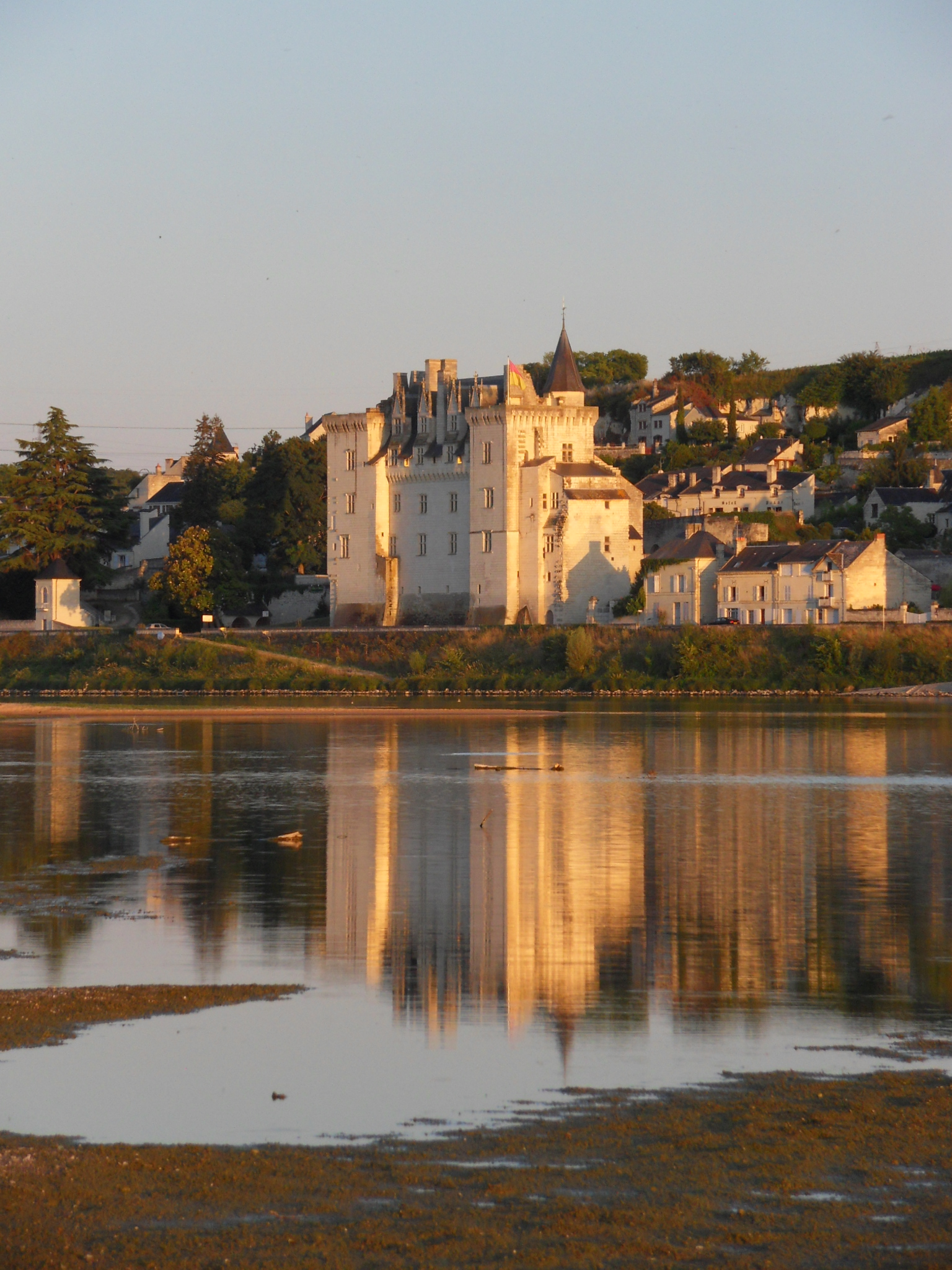
Montsoreau

- Calvados
  - Beuvron-en-Auge
- Eure
  - Le Bec-Hellouin
  - Lyons-la-Forêt
- Manche
  - Barfleur
- Orne
  - Saint-Céneri-le-Gérei
- Seine-Maritime
  - Veules-les-Roses

### Nuova Aquitania (34)
- Charente
  - Aubeterre-sur-Dronne
- Charente-Maritime
  - Ars-en-Ré

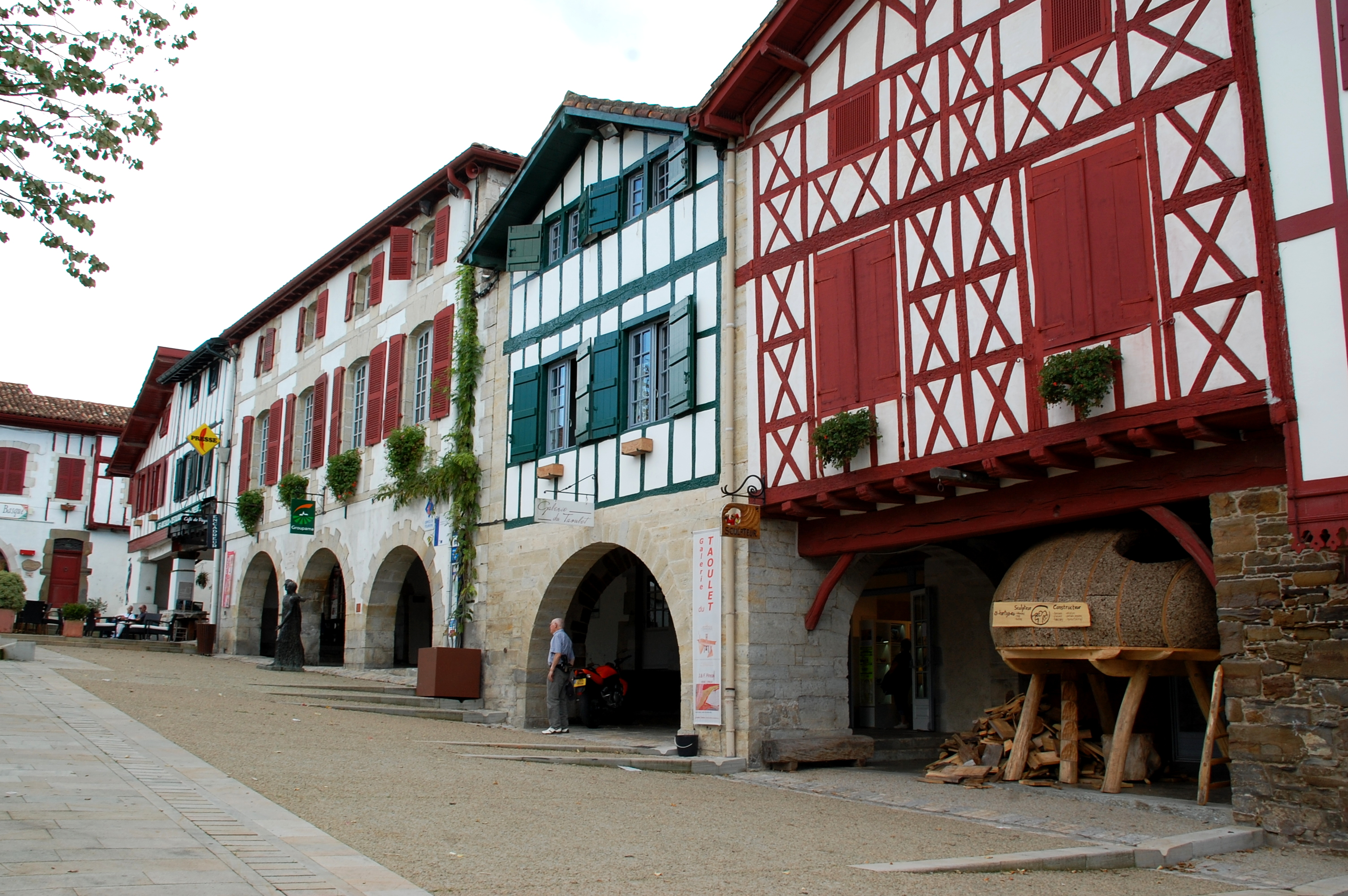
La Bastide-Clairence

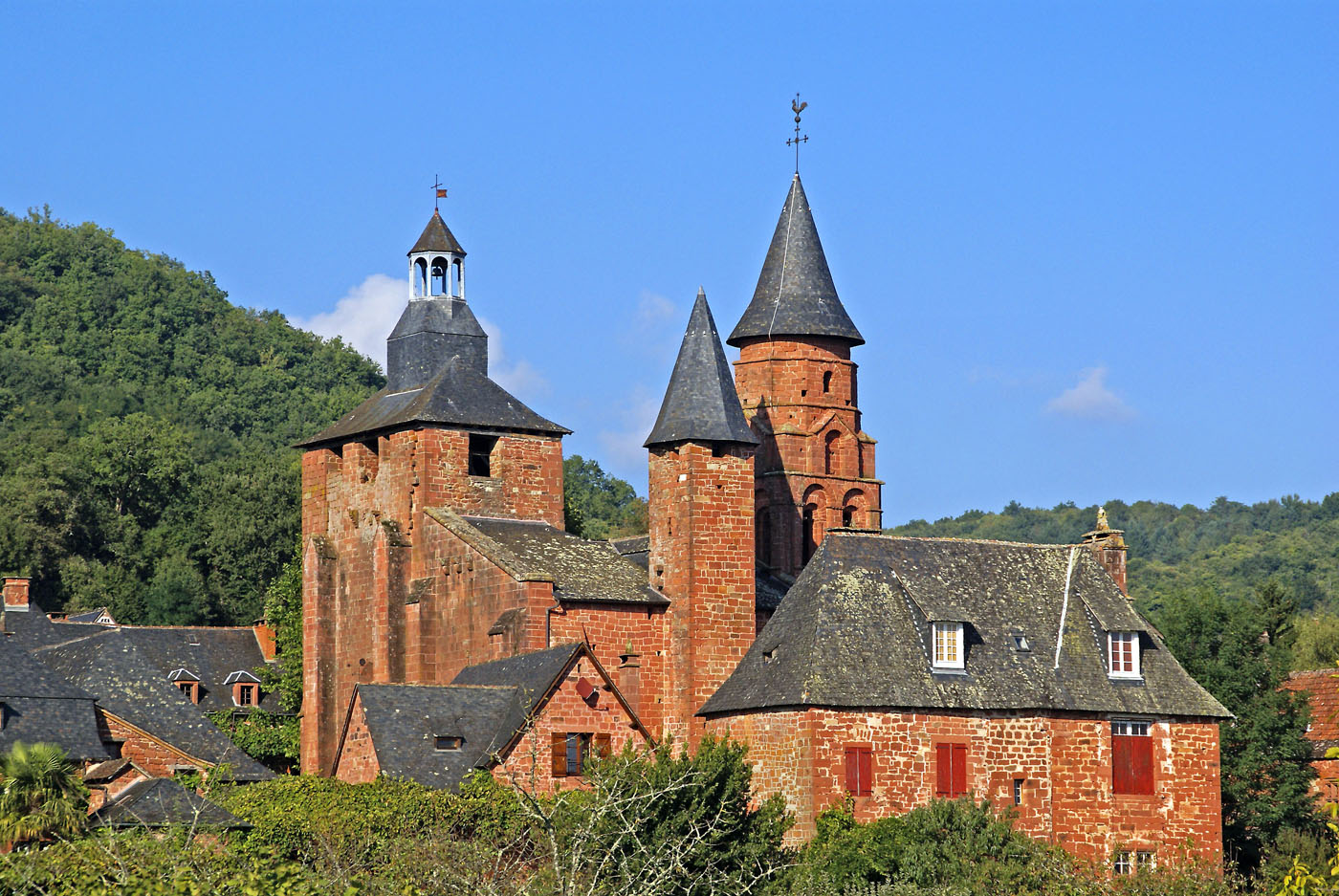
Collonges-la-Rouge

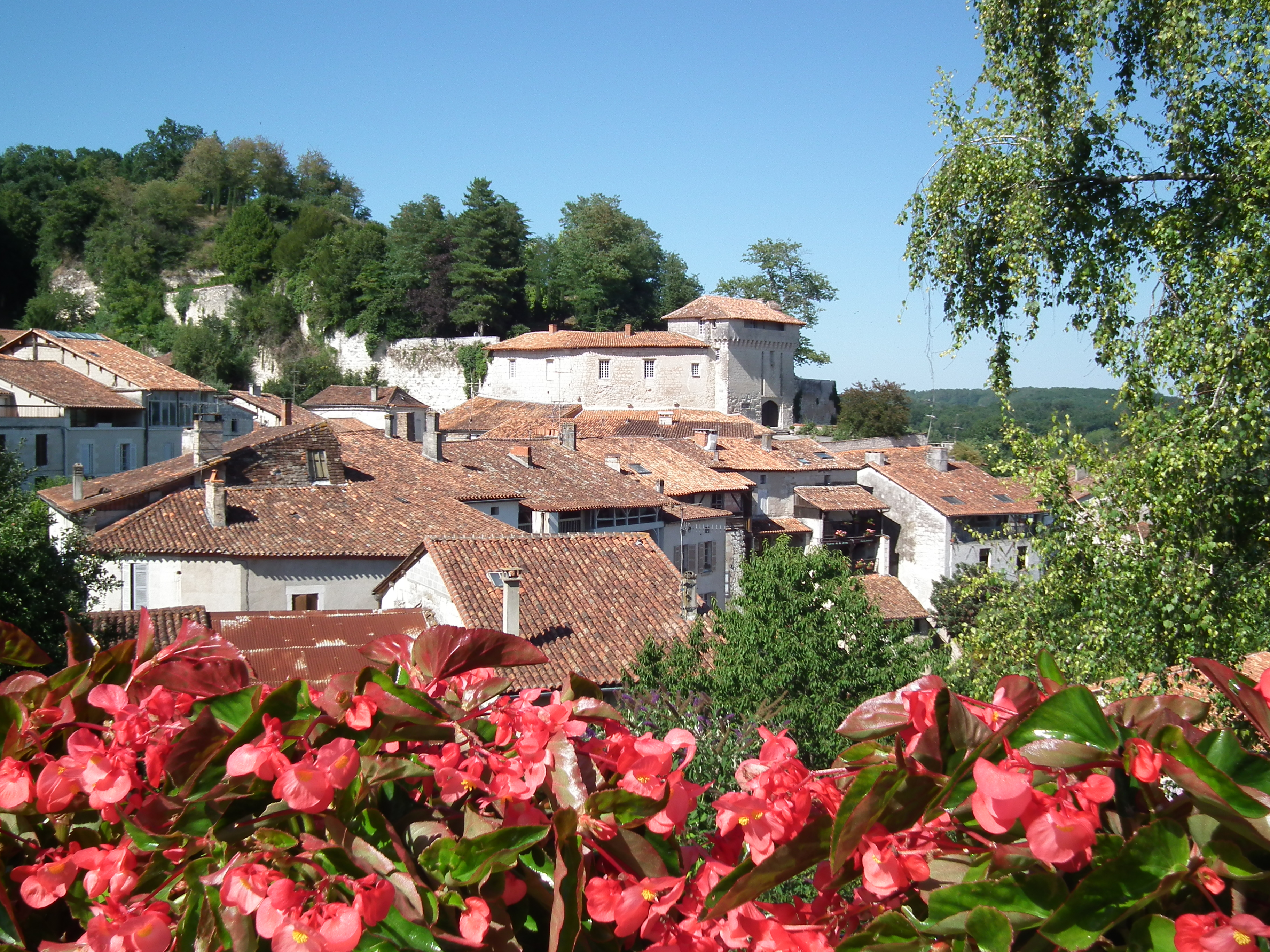
Aubeterre-sur-Dronne

  - Brouage (ex comune di Hiers-Brouage)
  - La Flotte-en-Ré
  - Mornac-sur-Seudre
  - Talmont-sur-Gironde
- Corrèze
  - Beaulieu-sur-Dordogne
  - Collonges-la-Rouge
  - Curemonte
  - Saint-Robert
  - Ségur-le-Château
  - Turenne
- Dordogne
  - Belvès
  - Beynac-et-Cazenac
  - Castelnaud-la-Chapelle
  - Domme
  - Limeuil
  - Monpazier
  - La Roque-Gageac
  - Saint-Amand-de-Coly
  - Saint-Jean-de-Côle
  - Saint-Léon-sur-Vézère
- Lot-et-Garonne
  - Monflanquin
  - Penne-d'Agenais
  - Pujols-le-Haut (comune di Pujols)
  - Tournon-d'Agenais
  - Villeréal
- Pyrénées-Atlantiques
  - Ainhoa
  - La Bastide-Clairence
  - Navarrenx
  - Saint-Jean-Pied-de-Port
  - Sare
- Vienne
  - Angles-sur-l'Anglin
- Haute-Vienne
  - Mortemart

### Occitania (50)
- Ariège
  - Camon
- Aude
  - Lagrasse
- Aveyron
  - Belcastel
  - Brousse-le-Château
  - Conques
  - Estaing
  - La Couvertoirade
  - Najac
  - Peyre (comune di Comprégnac)
  - Saint-Côme-d'Olt
  - Sainte-Eulalie-d'Olt
  - Sauveterre-de-Rouergue
- Gard
  - Aiguèze
  - La Roque-sur-Cèze
  - Lussan
  - Montclus
- Haute-Garonne
  - Saint-Bertrand-de-Comminges
- Gers
  - Fourcès
  - La Romieu
  - Larressingle
  - Lavardens
  - Montréal-du-Gers
  - Sarrant
- Hérault
  - Minerve
  - Olargues
  - Saint-Guilhem-le-Désert
- Lot
  - Autoire

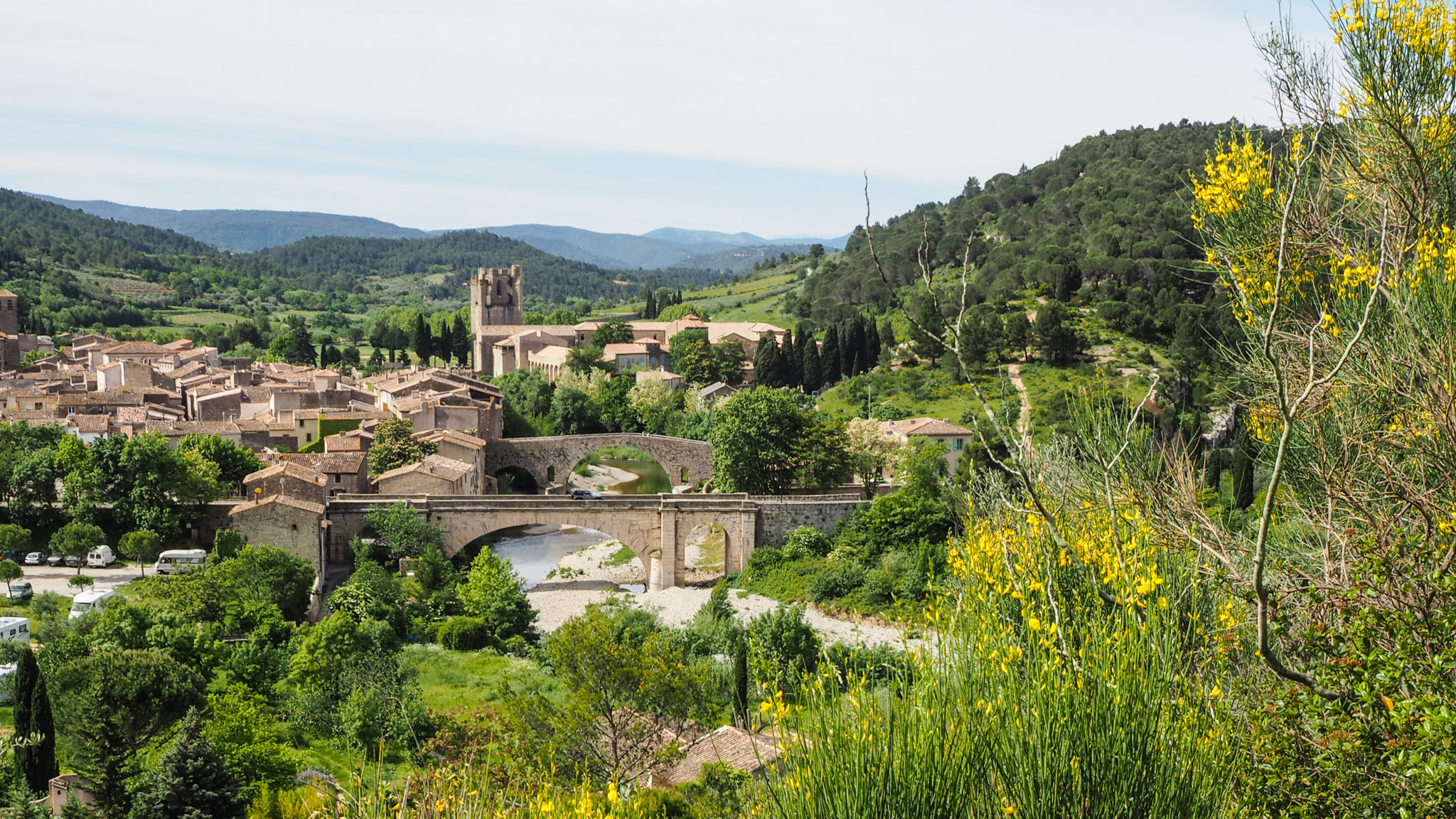
Lagrasse

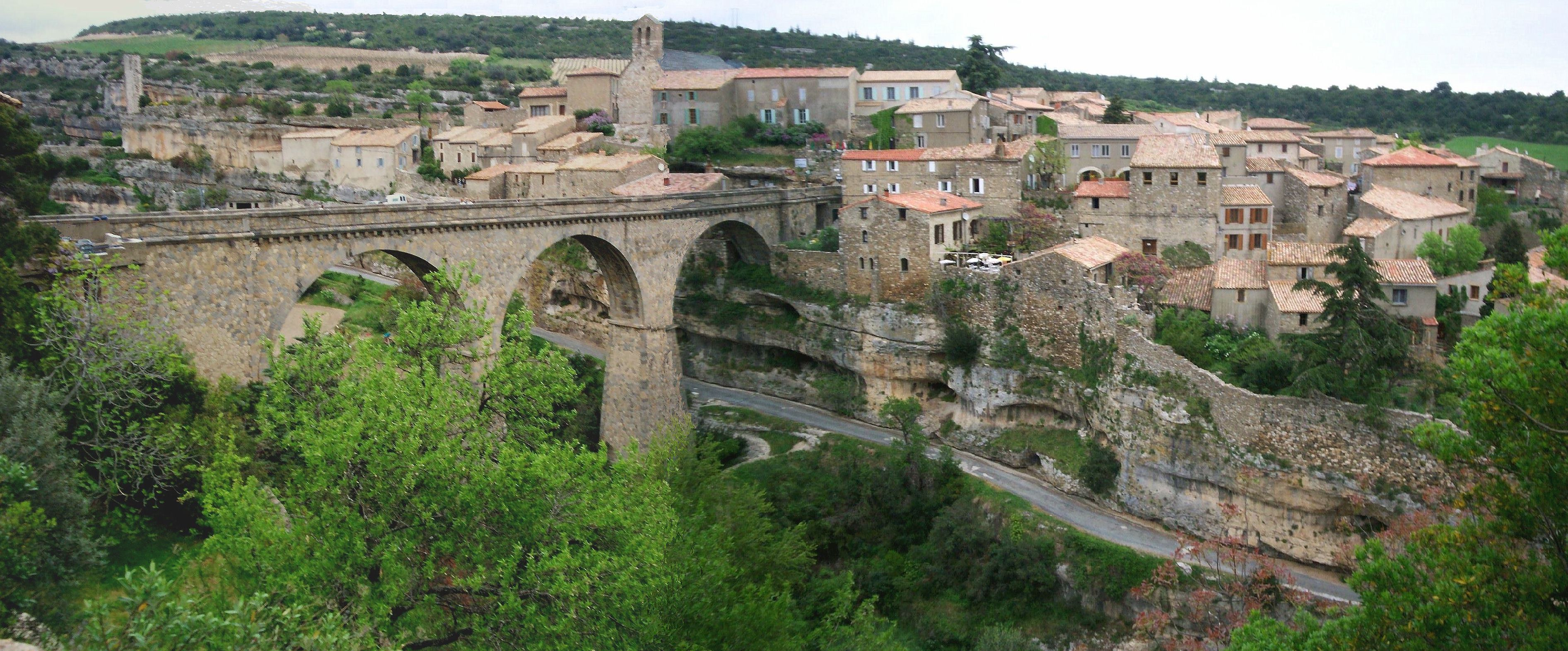
Minerve

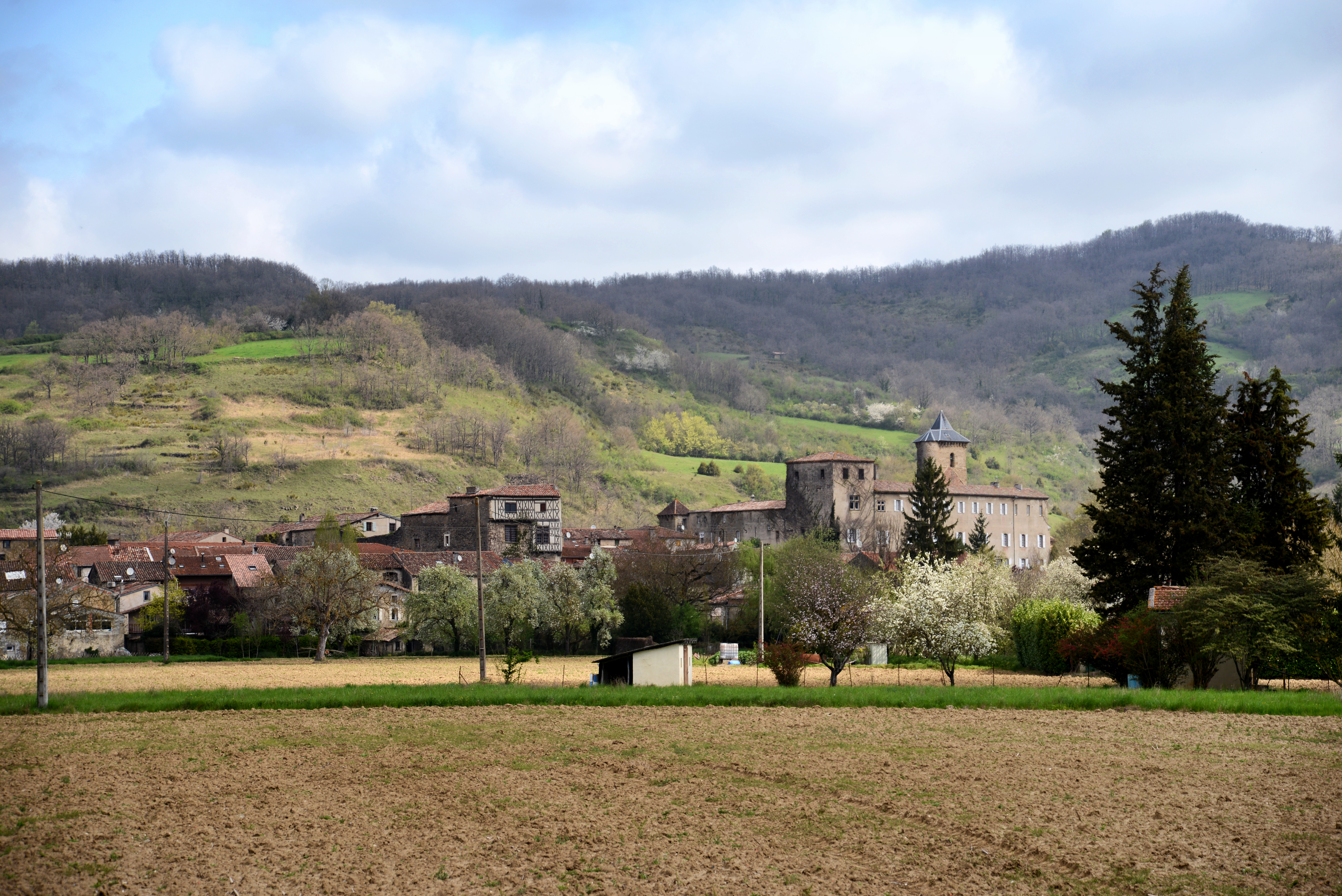
Camon

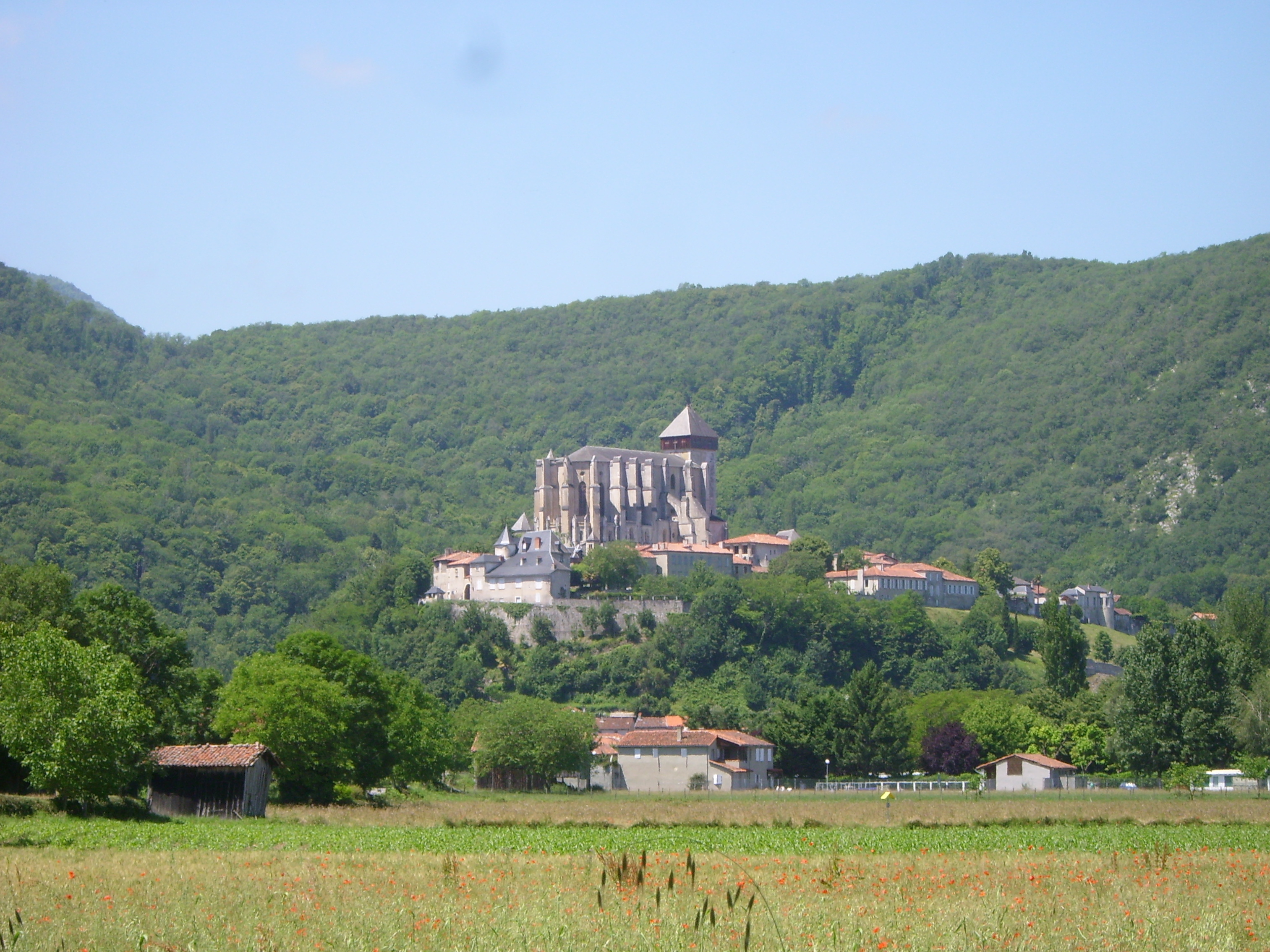
Saint-Bertrand-de-Comminges

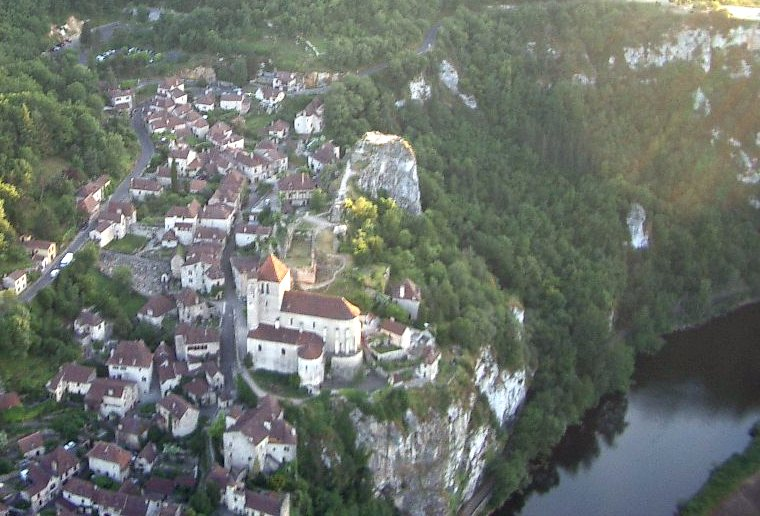
Saint-Cirq-Lapopie

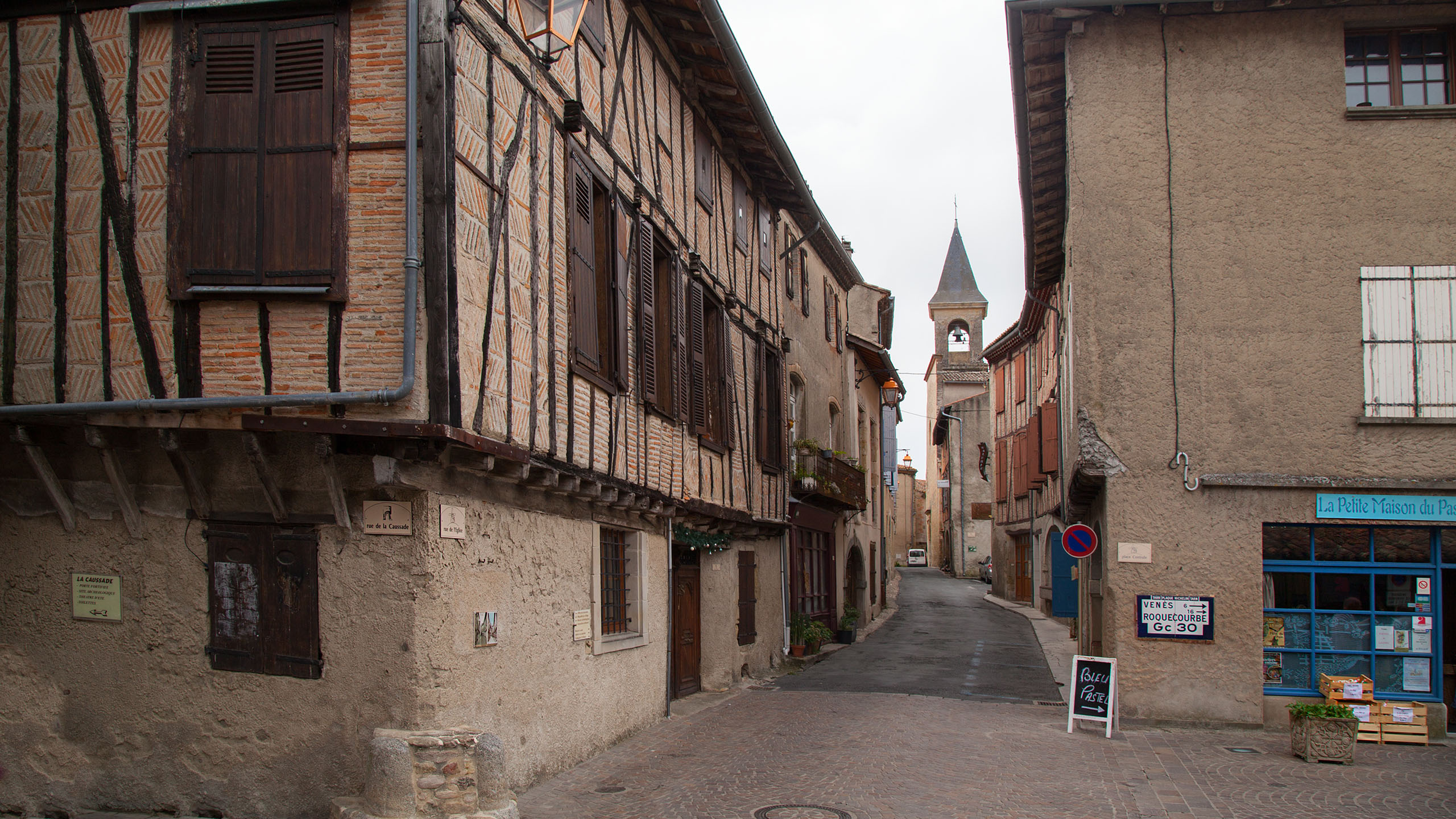
Lautrec

  - Capdenac-le-Haut (comune di Capdenac)
  - Cardaillac
  - Carennac
  - Loubressac
  - Martel
  - Rocamadour
  - Saint-Cirq-Lapopie
- Lozère
  - La Garde-Guérin (comune di Prévenchères)
  - Le Malzieu-Ville
  - Sainte-Enimie
- Pyrénées-Orientales
  - Castelnou
  - Eus
  - Évol (comune di Olette)
  - Prats-de-Mollo-la-Preste
  - Villefranche-de-Conflent
- Tarn
  - Castelnau-de-Montmiral
  - Cordes-sur-Ciel
  - Lautrec
  - Monestiés
  - Puycelsi
- Tarn-et-Garonne
  - Auvillar
  - Bruniquel
  - Lauzerte

### Paesi della Loira (3)
- Maine-et-Loire
  - Montsoreau
- Mayenne
  - Sainte-Suzanne
- Vendée
  - Vouvant

### Provenza-Alpi-Costa Azzurra (22)

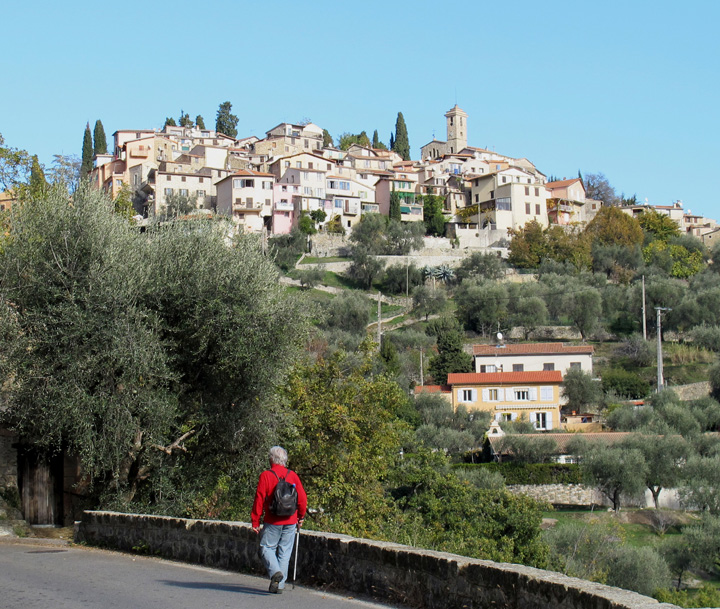
Coaraze

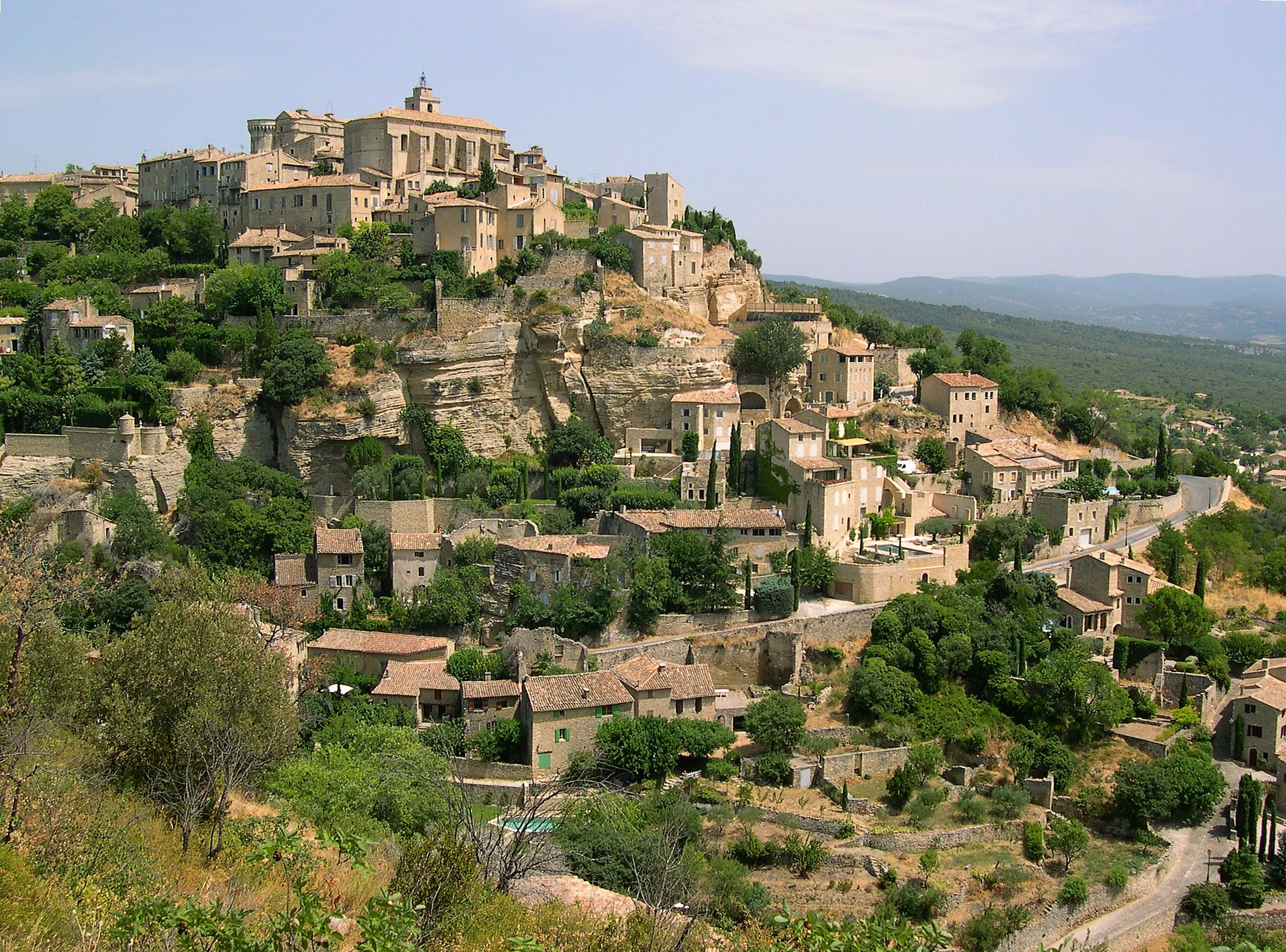
Gordes

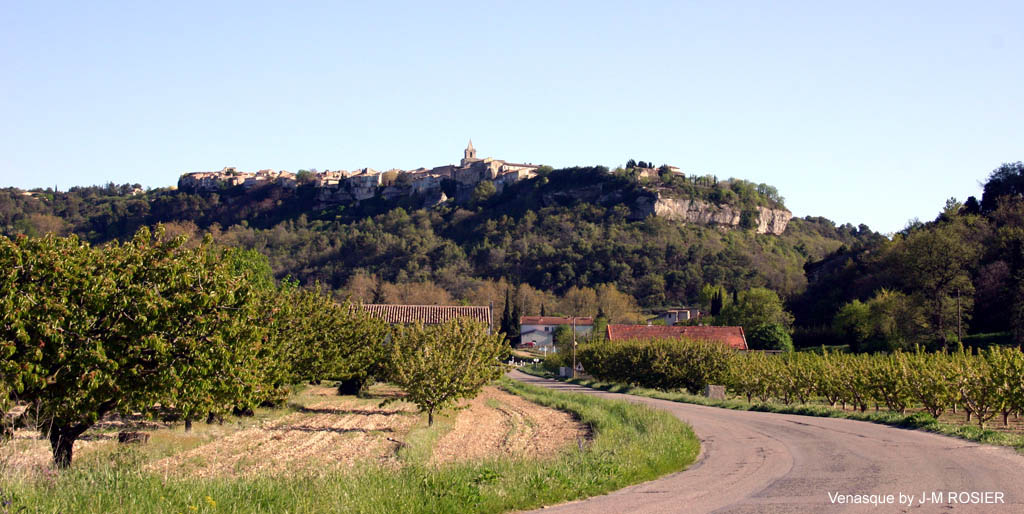
Venasque

- Alpes-de-Haute-Provence
  - Entrevaux
  - Moustiers-Sainte-Marie
- Hautes-Alpes
  - La Grave
  - Saint-Véran
- Alpes-Maritimes
  - Coaraze
  - Gourdon
  - Sainte-Agnès
  - Saorge
- Bouches-du-Rhône
  - Les Baux-de-Provence
- Var
  - Bargème
  - Cotignac
  - Gassin
  - Le Castellet
  - Seillans
  - Tourtour
- Vaucluse
  - Ansouis
  - Gordes
  - Lourmarin
  - Ménerbes
  - Roussillon
  - Séguret
  - Venasque

### La Réunion (1)
- Arrondissement di Saint-Benoît
  - Hell-Bourg (comune di Salazie)